# Fernand de Wouters d'Oplinter
Ferdinand Leon Sidoine Marie José baron de Wouters d'Oplinter (Ecaussinnes-Lalaing, 8 oktober 1868 - Kortenaken, 23 augustus 1942) was een Belgisch politicus.

## Biografie

### Familie
Fernand de Wouters d'Oplinter, lid van de familie De Wouters, was een zoon van ridder Maurice de Wouters d'Oplinter (1838-1869), ontvanger in dienst van het huis Arenberg, en Emma Gilbert (1845-1891). Hij was een broer van ridder Emmanuel de Wouters d'Oplinter (1866-1932), raadsheer bij het Chinese ministerie van Buitenlandse Zaken en vicevoorzitter van de Banque belge pour l'étranger. Hij trouwde in 1890 in Elsene met Marie de Vaux (1871-1926). Ze kregen drie zoons en vier dochters:
- Emma de Wouters d'Oplinter (1891-1938), trouwde in 1911 in Brussel met baron Marcel de Vinck (1883-1948), zoon van baron Georges de Vinck, burgemeester van Bossière en provincieraadslid van West-Vlaanderen. Ze kregen vier zoons en twee dochters, met afstammelingen tot heden.
- Guy de Wouters d'Oplinter (1893-1914)
- Marthe de Wouters d'Oplinter (1895-1966), trouwde in 1919 in Kortenaken met baron Eugène Verhaegen (1889-1974), eerste advocaat-generaal bij het hof van beroep in Brussel, zoon van baron Paul Verhaegen, Kamervoorzitter in het Hof van Cassatie, historicus en heraldicus. Ze kregen twee zoons en een dochter, met afstammelingen tot heden.
- Charles de Wouters d'Oplinter (1898-1979), industrieel, trouwde in 1929 in Parijs met Elisabeth Le Gras du Luart (1907-2007). Ze kregen twee zoons en een dochter, met afstammelingen tot heden.
- Marguerite de Wouters d'Oplinter (1900-1983), trouwde in 1920 in Brussel met ridder Emmanuel Demeure (1896-1979), zoon van Charles Demeure, advocaat-generaal bij het Hof van Cassatie. Ze kregen drie zoons en zes dochters, met afstammelingen tot heden.
- Isabelle de Wouters d'Oplinter (1905-1974), trouwde in 1925 in Brussel met graaf Roger de Meeûs d'Argenteuil (1902-2000), burgemeester van Boëlhe en bestuurder van de Bank van Brussel. Ze kregen vijf zoons en vijf dochters, met afstammelingen tot heden.
- Jean de Wouters d'Oplinter (1905-1973), ingenieur, trouwde met Rose-Marie Couvreur. Het huwelijk bleef kinderloos.

### Politieke loopbaan
De wouters was gemeenteraadslid van Kortenaken van 1896 tot 1921 en volksvertegenwoordiger voor het arrondissement Leuven van 1911 tot 1936, voor de Katholieke Partij. 
Hij behoorde ook tot de Belgische delegatie tijdens de eerste zitting van de Volkenbond in Genève.
In 1920 was hij kort minister van Economische Zaken in de regering-Delacroix II.